# Arachnospila moczari
Arachnospila moczari (лат.) — вид дорожных ос рода Arachnospila (Pompilidae). Южная Сибирь (Россия).

## Этимология
Назван в честь венгерского энтомолога Ласло Мочара (Móczár László; 1914—2015), которому в 2014 году исполнилось 100 лет, и за его большой вклад в изучение Pompilidae.

## Описание
Среднего размера красно-чёрная дорожная оса. Длина около 5—6 мм. Вольселла самцов апикально расширена и округлена, внутренняя сторона вольселлы апикально с несколькими короткими прямыми волосками. Гоностили густо покрыты очень длинными волосками. Гипопигий вентрально с максимальной шириной на средней линии. Самец этого вида сходен с европейской осой Arachnospila (Ammosphex) wesmaeli (Thomson, 1870) по сходной форме гипопигия и гениталий, но отличается от нее наличием нескольких коротких прямых волосков вдоль внутренней стороны вольселлы апикально (густые и длинные волоски у A. wesmaeli), расширенной и округлой вольселлой апикально (суженной и заостренной у A. wesmaeli), максимальной шириной гипопигия вентрально по средней линии (около основания у A. wesmaeli).

## Распространение и экология
Этот вид встречается в России: (Республика Алтай, Тува). Населяет степи.